# Мажа

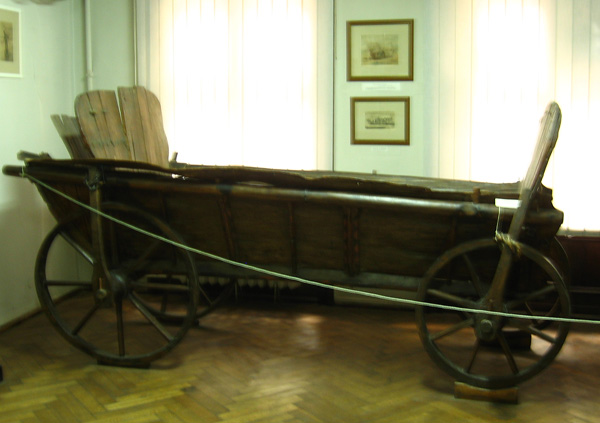
Чумацький віз. ЛІМ

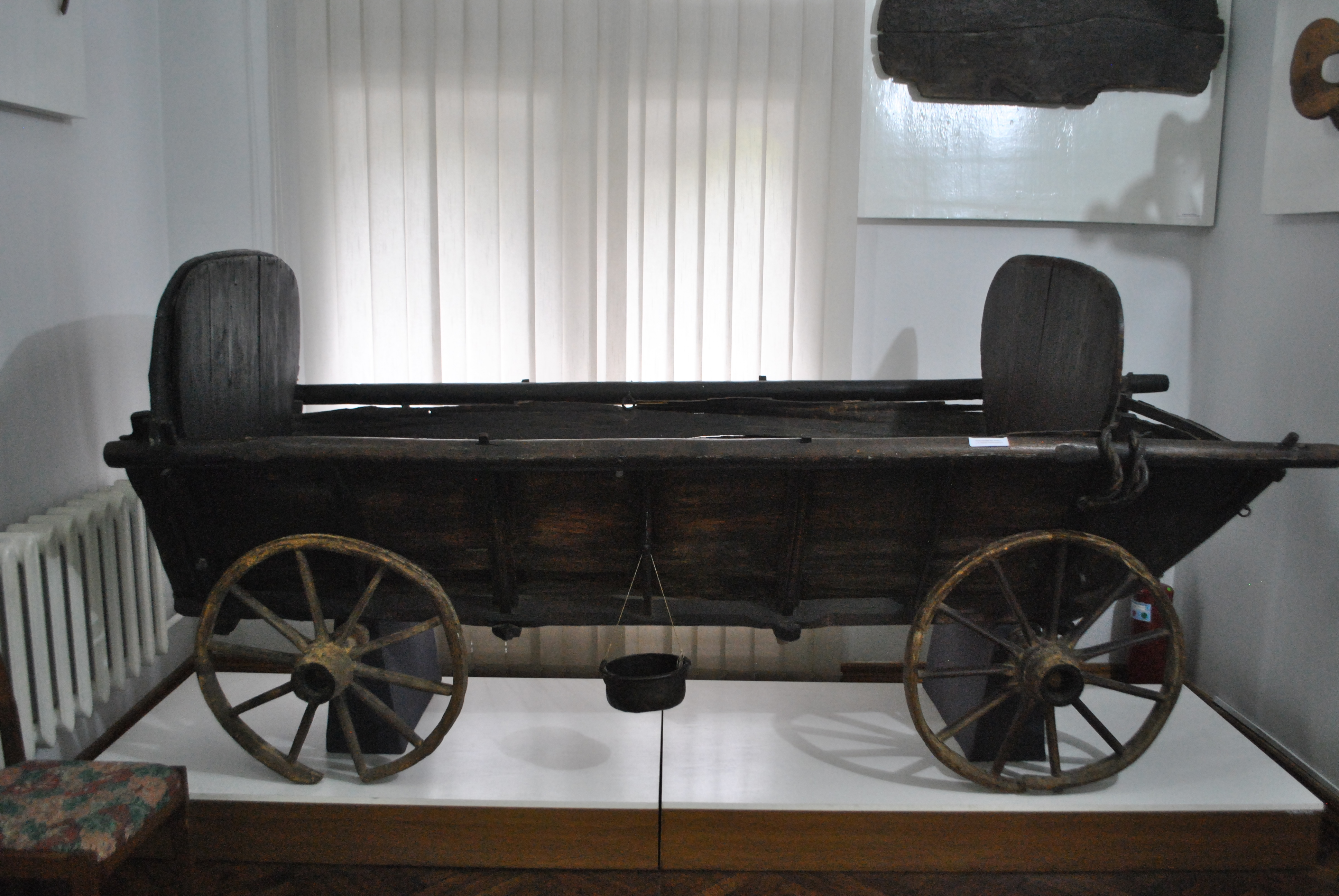
Чумацький віз, XVIII ст. Музей Гуцульщини в Коломиї

Ма́жа (від крим. macar, буквально — «мадяр, угорець»), діал. мажа́ра — різновид воза, який використовували чумаки. Кузов традиційної мажі — суцільний ящик, з внутрішнього боку обшитий лубом і розділений перегородкою на дві частини: більша — для вантажів, найчастіше сипких, менша — для господарського реманенту, одягу тощо. Мажі часто оздоблювались різьбленням. Такі типи возів були характерні для Центральної України та Півдня.
Виготовлення маж було спричинено інтенсивним розвитком у 17—18 ст. чумацького промислу. Чумацька мажа брала до 40 пудів товару (до 655 кілограм) і проходила за літо до 2000 верст (до 2133 кілометрів), а то й більше. В середині 19 ст. тільки на Слобожанщині налічувалося до 3000 чумаків з 1, 2 або 3 мажами кожний.